# Búrfell-Kraftwerk
Das Búrfell-Kraftwerk (isl. Búrfellsvirkjun, Búrfellsstöð) ist ein Wasserkraftwerk im Südwesten Islands, das von dem isländischen Energie-Konzern Landsvirkjun betrieben wird.
Das Búrfell-Kraftwerk wurde 1969 als erstes Großkraftwerk in Island fertiggestellt. Seine elektrische Energie wurde hauptsächlich für das Aluminiumwerk in Straumsvík gebraucht, das etwa 100 Kilometer westlich bei Hafnarfjörður liegt. Es war mit einer Leistung von 270 MW das leistungsstärkste Kraftwerk im Lande bis zur Fertigstellung des Kárahnjúkavirkjun (690 MW) im Jahr 2008.
Das Kraftwerk ist als Ausleitungskraftwerk gebaut. Nördlich des Berges Búrfell (669 m) fließt Wasser aus dem Fluss Þjórsá in den künstlichen See Bjarnalón (1 km²) und wird durch einen 1,5 Kilometer langen Tunnel bei einer Fallhöhe von 115 m zum Turbinenhaus geführt, wo es in den Fluss Fossá í Þjórsárdal abgegeben wird. Diese Fossá mündet nach 2 km in die Þjórsá.

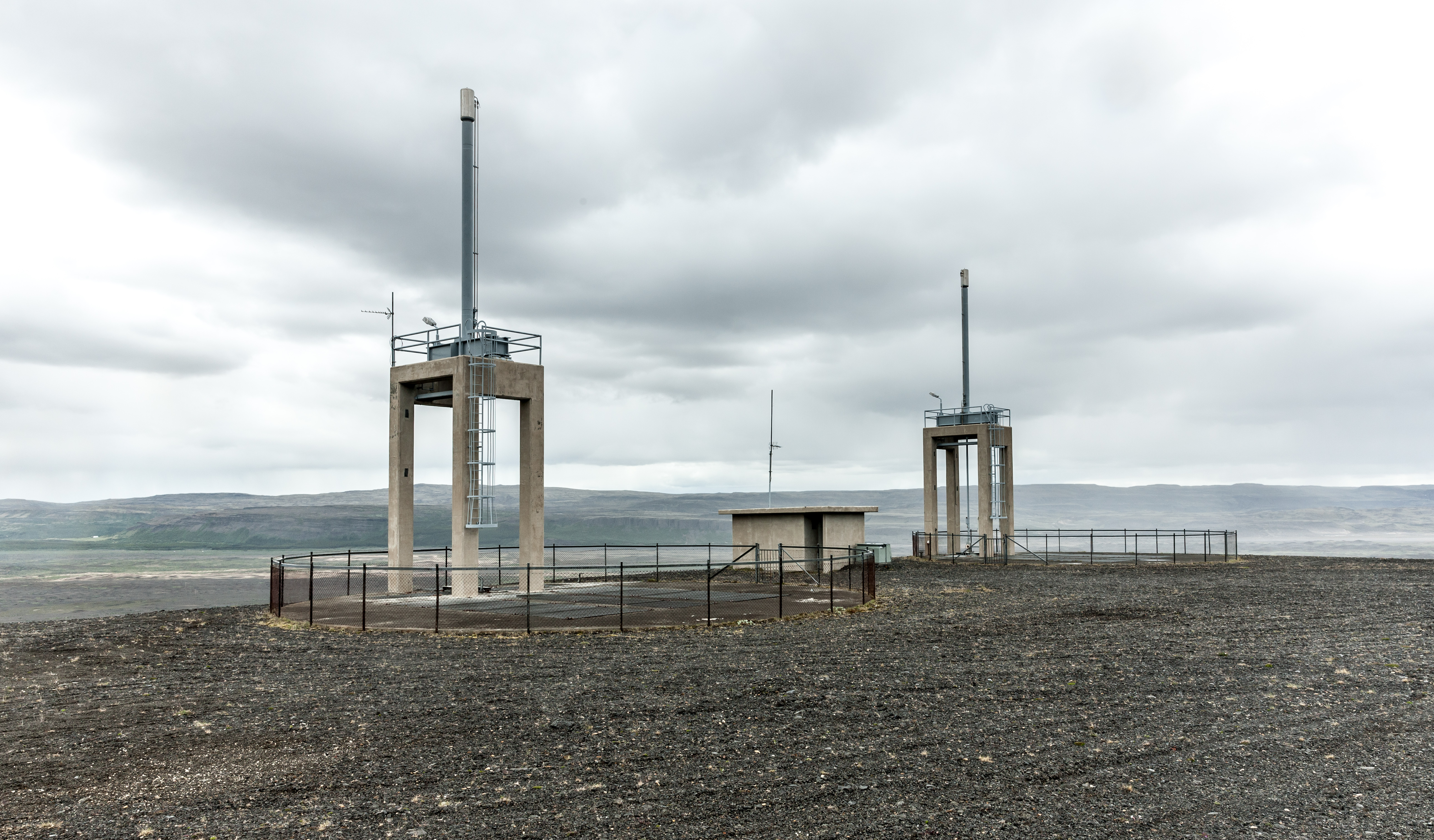
Installation am Berg
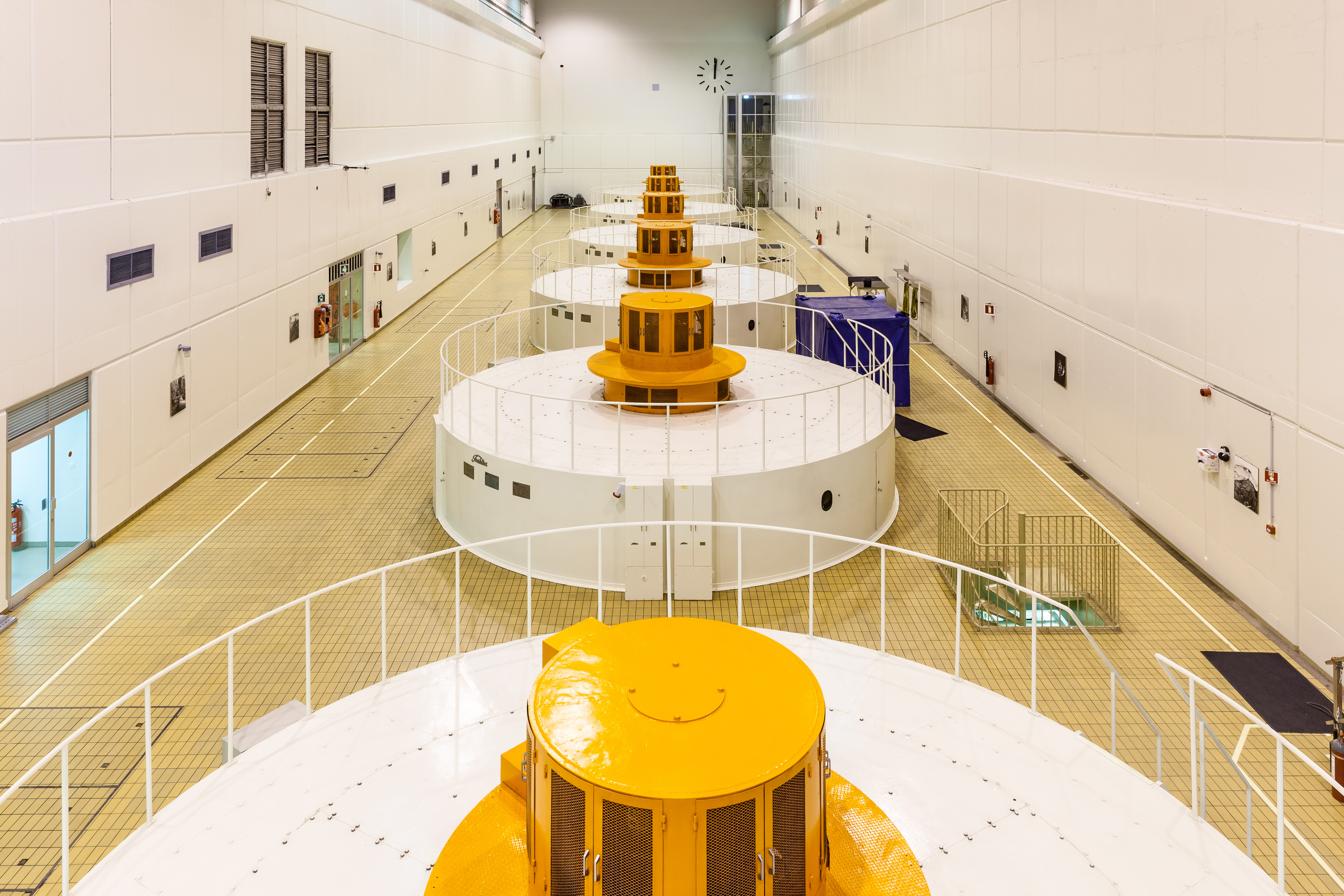
Haupthalle
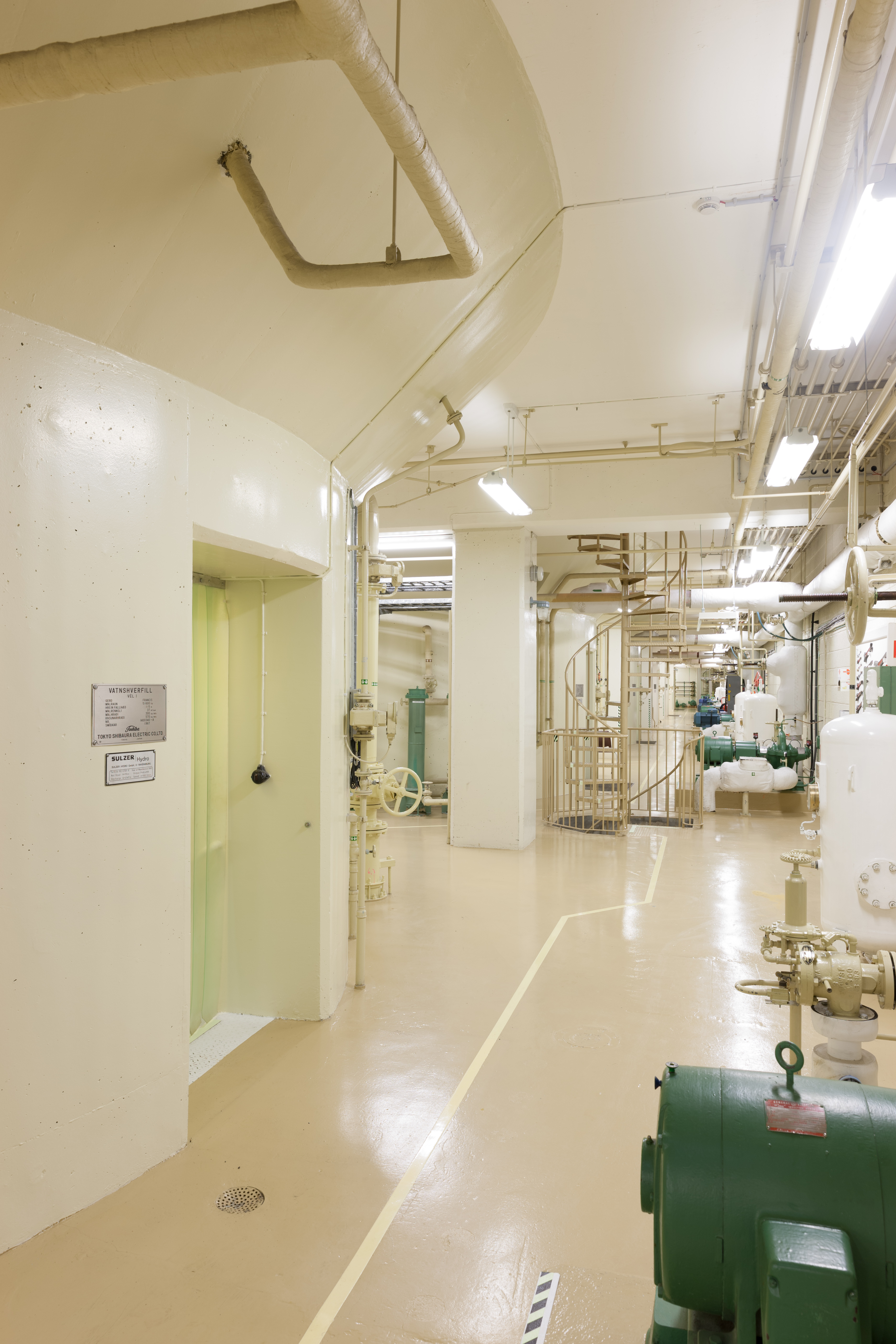
Erstes Untergeschoss
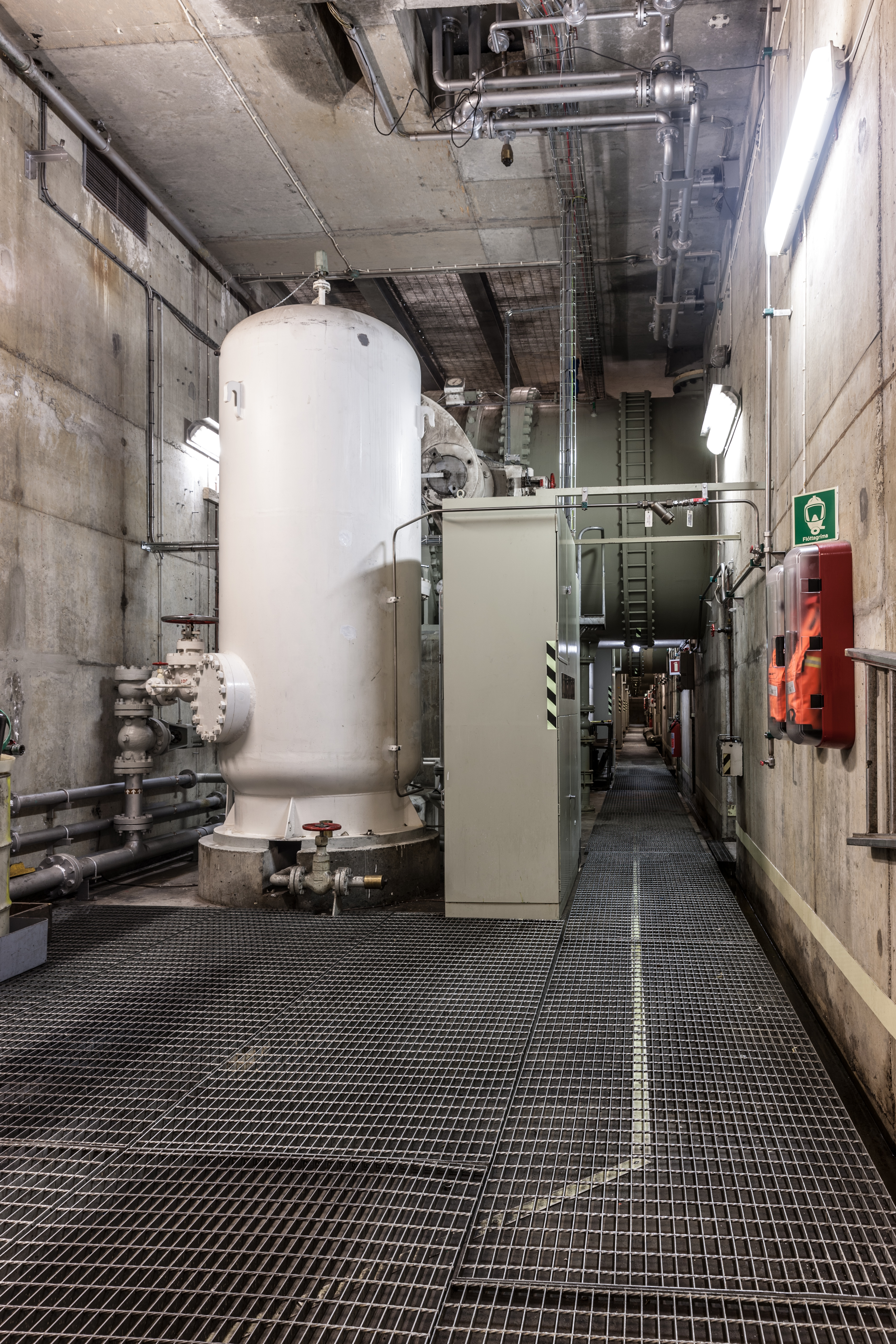
Zweites Untergeschoss
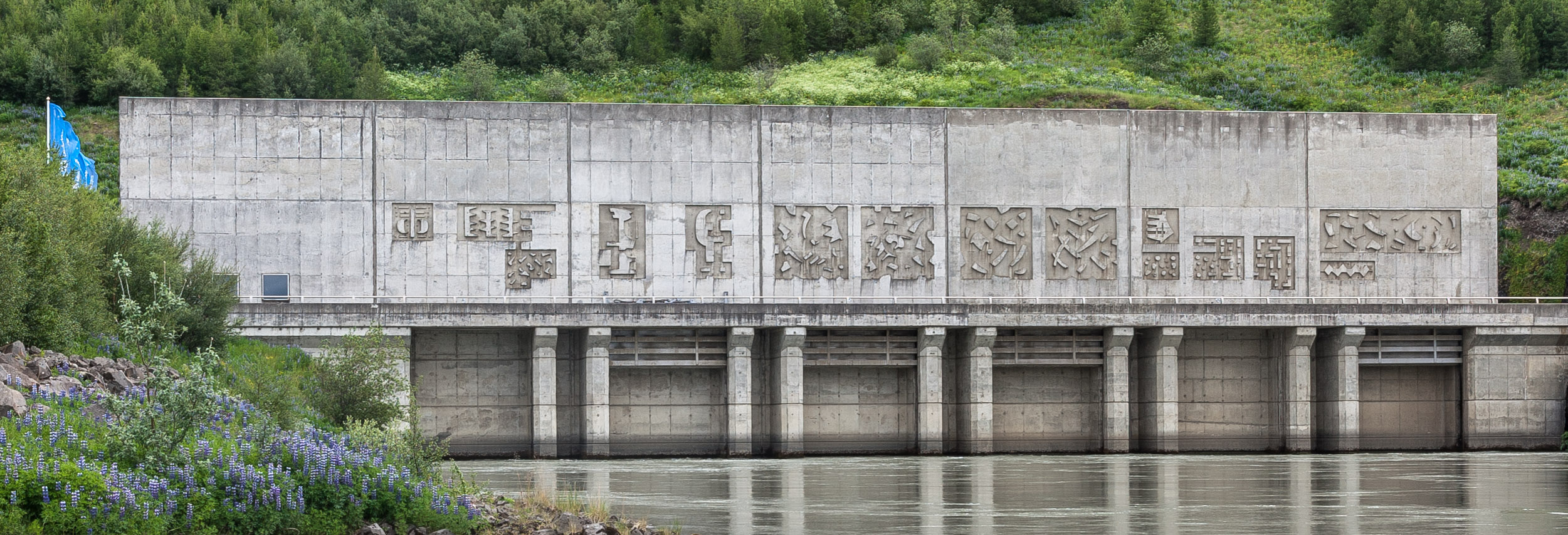
Relief des Bildhauers Sigurjón Ólafsson